# Université nationale d'économie de Kharkiv
L'Université nationale d'économie de Kharkiv - UNEKh (ukrainien : Харківський національний економічний університет; russe : Харьковский национальный экономический университет; en anglais: Kharkov National University of Economics) est le plus grand établissement supérieur économique en Ukraine orientale.
En 2006-2007, il y avait 12 860 étudiants et 690 professeurs, toutes matières confondues.
Les diplômes sont proposés pour différents niveaux de sortie : baccalauréat (= licence), spécialiste, magister (= master) et en 23 spécialités dans les domaines suivants : 
- Économie et entreprise
- Management
- Administration d’État
- Informatique
- Infographie
- Tourisme

## Histoire de l’Université
Historiquement, l’Université nationale d’économie de Kharkiv est étroitement liée à l’Institut Technologique Commercial d’Empereur Alexandre III (1893-1919), aux Cours Supérieurs de Commerce de la Société de Marchand de Kharkiv (1912-1916), à l’Institut Commercial de Kharkiv (1916-1919), à l’Institut d’Économie Nationale de Kharkiv(1919-1930).
Le 1er octobre est la date officielle de la création de l’UNEKh. L’Université a été fondée à la base de l’Université d’économie nationale de Kharkiv sous le nom de l’Institut des Ingénieurs économistes de Kharkiv. À l’UNEKh aux facultés mécanique, métallurgique, chimique et de l’industrie minière on formait des ingénieurs économistes pour les domaines principaux de l’industrie lourde de l’Ukraine Soviétique et de l’URSS. En 1964 on a encore ouvert la faculté du traitement mécanisé de l’information économique, et en 1970 — la faculté économique.
L’Institut donnait des consultations concernant la reconstruction et la modernisation technique, l’amélioration de la productivité du travail et la rationalité économique aux entreprises. Depuis les années 1960 on donnait encore des consultations sur l’organisation du système informatisé de gestion. On a créé le système d’enseignement post-universitaire des cadres moyens et supérieurs de la gestion de l’industrie.
Des labos de recherches, y compris le labo d’économie et d’organisation de la production mécanique à la tête duquel était le professeur O. Libermann, fonctionnaient au sein de l’Institut des Ingénieurs économistes de Kharkiv.
En 1994 d’après les résultats de l’accréditation intersectorielle d’Etat l’Institut a été transformé en Université d’économie d’État de Kharkiv. En 1999 l’Université a certifié le 4e niveau d’accréditation. Le 21 août l’Université a obtenu le statut de l’Université nationale d’économie de Kharkiv. L’UNEKh est participant de la Magna Charta Universitarium depuis 2004.

## Sciences
Les écoles scientifiques dans le domaine de l’administration stratégique des entreprises et des sociétés, de la cybernétique économique, de la politique fiscale, la gestion du développement socio-économique des régions. La création de la Stratégie du développement socio-économique de la région kharkovienne jusqu’à 2011.

## La structure de l’Université
Les facultés suivantes font partie de l’UNEKh:
- De la comptabilité et de l’Audit
- Du management et du marketing
- Des finances
- De l’Informatique économique
- Des relations économiques Internationales
- De l’économie et du Droit

Il y a aussi la faculté de la formation pré-universitaire.
34 départements, écoles supérieures, Institut Intersectoriel de la Formation Continue, Conseils scientifiques de soutenance de Thèses de doctorat, salles d’études et laboratoires de recherches, Centre informatique, Bibliothèque scientifique, Maison d’Édition, Centre de Sport font partie de l’Université.